# Les Poulières
 Les Poulières  es una población y comuna francesa, en la región de Lorena, departamento de Vosgos, en el distrito de Saint-Dié-des-Vosges y cantón de Brouvelieures.

## Demografía
| 203 | 253 | 216 | 226 | 214 | 194 |
| Para los censos de 1962 a 1999 la población legal corresponde a la población sin duplicidades (Fuente: INSEE [Consultar]) |     |     |     |     |     |